# 갈라타운

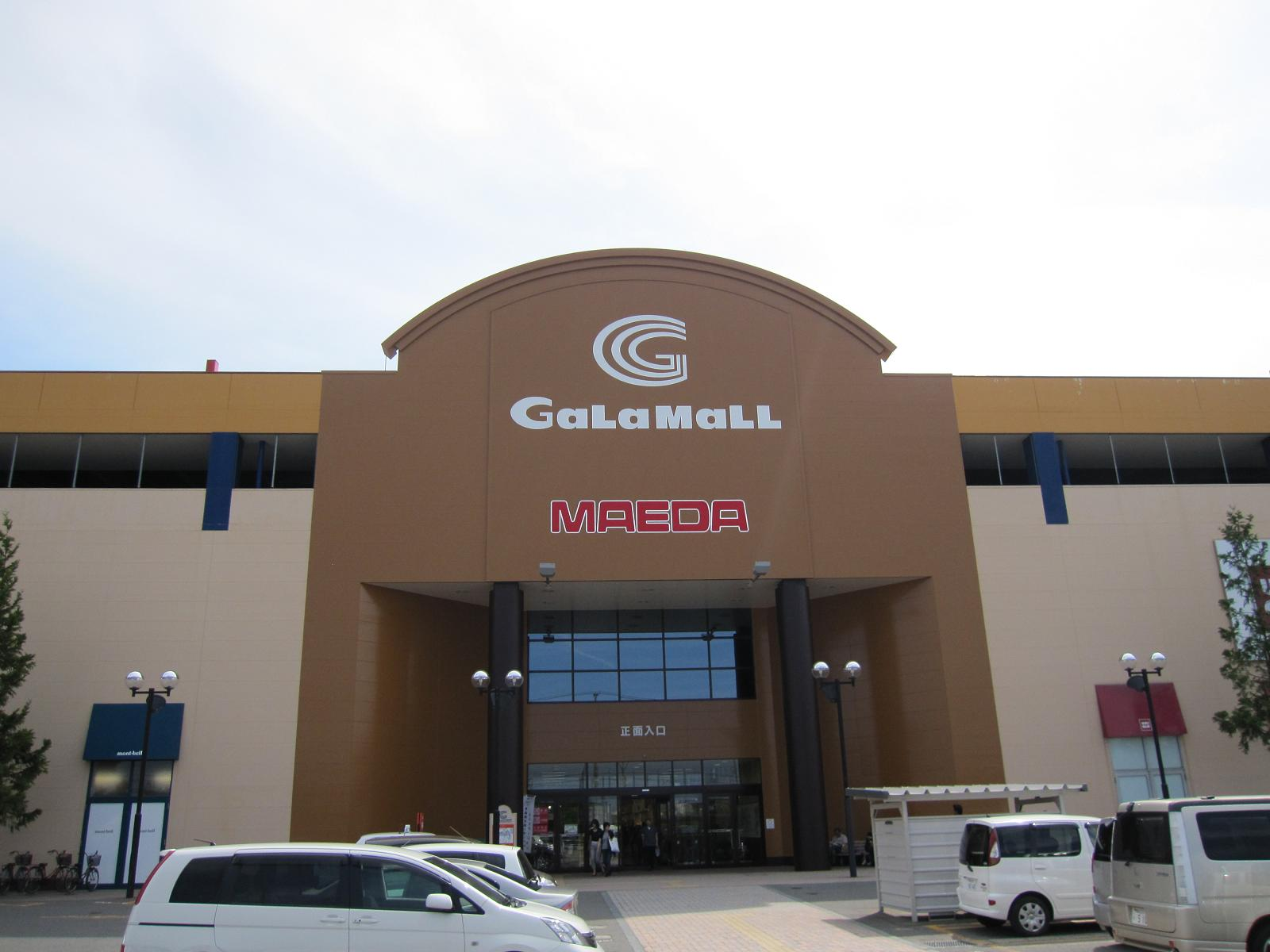
갈라타운 입구

갈라타운(일본어: ガーラタウン 가라타운[*], 영어: GaLaTOWN)은 아오모리현 아오모리시에 있는 마에다(Maeda)가 운영하는 복합형 대형 쇼핑 센터이다. 정식 명칭은 갈라타운 아오모리 웨스트몰(일본어: ガーラタウン・青森ウェストモール 가라타운 아오모리 웨스토모루[*])이다. 지역 주민들은 갈라 또는 마에다라고도 한다. 아오모리 시 최고의 쇼핑센터 중 하나이며, 아오모리 바이패스의 핵심 쇼핑 센터이기도 하다.